# 罗斯维塔·措贝尔特
罗斯维塔·措贝尔特（德語：Roswietha Zobelt，1954年11月24日—），旧姓赖歇尔（Reichel），德国女子赛艇运动员。她曾代表东德参加1976年和1980年夏季奥林匹克运动会赛艇比赛，获得二枚金牌，均来自女子四人双桨项目。